# اسکی‌پاره (ترتر)
اسکی‌پاره (به لاتین: Əskipara) یک منطقه مسکونی در جمهوری آذربایجان است که در شهرستان ترتر واقع شده است. اسکی‌پاره ۱۰۲۹ نفر جمعیت دارد.